# LIM结构域
LIM结构域（英語：LIM domain）是一种蛋白质结构域，由两个疏水氨基酸残基连接两个锌指结构组成，其命名来自于最早发现这一结构域的三种蛋白（Lin11, Isl-1 & Mec-3）的首字母。LIM结构域介导蛋白質交互作用，参与细胞骨架组建，在器官发育和肿瘤发生中有重要作用。
除了关键氨基酸如结合锌的半胱氨酸和中心的疏水氨基酸外，LIM结构域的氨基酸序列高度可变，其通式如下：

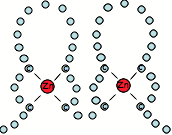
LIM结构域的图示

[C]-[X]2–4-[C]-[X]13–19-[W]-[H]-[X]2–4-[C]-[F]-[LVI]-[C]-[X]2–4-[C]-[X]13–20-C-[X]2–4-[C]